# Lista de senadores do Brasil da 39.ª legislatura
Esta é a lista de senadores do Brasil da 39.ª legislatura do Congresso Nacional. Inclui-se o nome civil dos parlamentares, o partido ao qual eram filiados na data da posse, sua unidade federativa de origem, bem como outras informações. Esta legislatura do Senado Federal durou de 1 de fevereiro de 1951 a 31 de janeiro de 1955.

## Composição das bancadas
| Partido | Líder                   | Bancada | Posição  |
| ------- | ----------------------- | ------- | -------- |
| PSD     | Rui Carneiro            | 23 / 63 | Governo  |
| UDN     | Dinarte Mariz           | 16 / 63 | Oposição |
| PTB     | Lúcio Bittencourt       | 13 / 63 | Governo  |
| PSP     | João Arruda             | 6 / 63  | Governo  |
| PR      | Artur Bernardes Filho   | 2 / 63  | Governo  |
| PTN     | Auro de Moura Andrade   | 1 / 63  | Oposição |
| PSB     | Domingos Vellasco       | 1 / 63  | Oposição |
| PST     | Antônio Alexandre Bayma | 1 / 63  | Oposição |

## Mesa diretora
| Imagem | Cargo              | Nome                                                 | Partido | Estado         |
| ------ | ------------------ | ---------------------------------------------------- | ------- | -------------- |
|        | Presidente         | Apolônio Sales (Apolônio Jorge de Faria Sales)       | PSD     | Pernambuco     |
|        | 1° Vice-Presidente | Filinto Müller (Filinto Strubing Müller)             | PSD     | Mato Grosso    |
|        | 2° Vice-Presidente | Vivaldo Lima Filho (Vivaldo Palma Lima Filho)        | PTB     | Amazonas       |
|        | 1° Secretário      | Jerônymo Coimbra Bueno                               | UDN     | Goiás          |
|        | 2° Secretário      | Auro de Moura Andrade (Auro Soares de Moura Andrade) | PTN     | São Paulo      |
|        | 3° Secretário      | César Lacerda de Vergueiro                           | PSP     | São Paulo      |
|        | 4° Secretário      | Benedito Valadares (Benedito Valadares Ribeiro)      | PSD     | Minas Gerais   |
|        | 1° Suplente        | Júlio César Leite                                    | PR      | Sergipe        |
|        | 2° Suplente        | Tarcísio Miranda (Tarcísio d'Almeida Miranda)        | PTB     | Rio de Janeiro |
|        | 3° Suplente        | Paulo Fernandes (Paulo da Silva Fernandes)           | PSD     | Rio de Janeiro |
|        | 4° Suplente        | Domingos Vellasco (Domingos Netto de Vellasco)       | PSB     | Goiás          |

## Senadores em exercício ao fim da legislatura
| Imagem              | Nome                                                            | Partido | Início de mandato       | Fim de mandato          | Observações                                                                                |
| Alagoas             | Alagoas                                                         | Alagoas | Alagoas                 | Alagoas                 | Alagoas                                                                                    |
| ------------------- | --------------------------------------------------------------- | ------- | ----------------------- | ----------------------- | ------------------------------------------------------------------------------------------ |
|                     | Ezequias Rocha (Ezequias Jerônimo da Rocha)                     | UDN     | 15 de março de 1951     | 31 de janeiro de 1959   | [ 1 ]                                                                                      |
|                     | Antônio Freitas Cavalcanti                                      | UDN     | 1° de fevereiro de 1955 | 18 de maio de 1961      | [ 2 ]                                                                                      |
|                     | Rui Palmeira (Rui Soares Palmeira)                              | UDN     | 1° de fevereiro de 1955 | 16 de dezembro de 1968  | [ 3 ]                                                                                      |
| Amazonas            |                                                                 |         |                         |                         |                                                                                            |
|                     | Vivaldo Lima Filho (Vivaldo Palma Lima Filho)                   | PTB     | 1° de fevereiro de 1951 | 31 de janeiro de 1967   | [ 4 ]                                                                                      |
|                     | Leopoldo Melo (Leopoldo Tavares da Cunha Melo)                  | PTB     | 1° de fevereiro de 1955 | 18 de janeiro de 1962   | [ 5 ]                                                                                      |
|                     | Antovila Vieira (Antovila Rodrigues Mourão Vieira)              | PTB     | 1° de fevereiro de 1955 | 15 de junho de 1963     | [ 6 ]                                                                                      |
| Bahia               |                                                                 |         |                         |                         |                                                                                            |
|                     | Landulfo Alves (Landulfo Alves de Almeida)                      | PTB     | 1° de fevereiro de 1951 | 16 de outubro de 1954   | Faleceu no exercício do cargo                                                              |
|                     | Juracy Magalhães (Juracy Montenegro Magalhães)                  | UDN     | 1° de fevereiro de 1955 | 7 de abril de 1959      | Eleito Governador da Bahia em 1958                                                         |
|                     | João de Lima Teixeira                                           | PTB     | 1° de fevereiro de 1955 | 31 de janeiro de 1963   | [ 9 ]                                                                                      |
| Ceará               |                                                                 |         |                         |                         |                                                                                            |
|                     | Onofre Gomes (Onofre Muniz Gomes de Lima)                       | PSD     | 1° de fevereiro de 1951 | 31 de janeiro de 1959   | [ 10 ]                                                                                     |
|                     | José Parsifal Barroso                                           | PTB     | 1° de janeiro de 1955   | 24 de março de 1959     | Eleito Governador do Ceará                                                                 |
|                     | Manuel Fernandes Távora (Manuel do Nascimento Fernandes Távora) | UDN     | 1° de fevereiro de 1943 | 31 de janeiro de 1963   | [ 12 ]                                                                                     |
| Espírito Santo      |                                                                 |         |                         |                         |                                                                                            |
|                     | Carlos Lindenberg (Carlos Fernando Monteiro Lindenberg)         | PSD     | 1° de fevereiro de 1951 | 30 de janeiro de 1959   | Eleito Governador do Espírito Santo em 1958                                                |
|                     | Ari Viana (Ari de Siqueira Viana)                               | PSP     | 1° de fevereiro de 1955 | 31 de janeiro de 1963   | [ 14 ]                                                                                     |
|                     | Attilio Vivacqua                                                | PSP     | 31 de janeiro de 1946   | 21 de janeiro de 1961   | Faleceu no exercício do cargo                                                              |
| Distrito Federal    |                                                                 |         |                         |                         |                                                                                            |
|                     | Napoleão de Alencastro Guimarães                                | PTB     | 1° de fevereiro de 1951 | 31 de janeiro de 1959   | [ 16 ]                                                                                     |
|                     | Aguinaldo Caiado de Castro                                      | PTB     | 1° de fevereiro de 1955 | 31 de janeiro de 1963   | [ 17 ]                                                                                     |
|                     | Gilberto Marinho                                                | PSD     | 1° de fevereiro de 1955 | 31 de janeiro de 1970   | Presidente do Senado no biênio 1969-1970                                                   |
| Goiás               |                                                                 |         |                         |                         |                                                                                            |
|                     | Domingos Vellasco (Domingos Netto de Vellasco)                  | PSB     | 1° de fevereiro de 1951 | 31 de janeiro de 1959   | [ 19 ]                                                                                     |
|                     | Jerônymo Coimbra Bueno                                          | UDN     | 1° de fevereiro de 1955 | 31 de janeiro de 1963   | [ 20 ]                                                                                     |
|                     | Pedro Ludovico Teixeira                                         | PSD     | 1° de fevereiro de 1955 | 31 de janeiro de 1969   | [ 21 ]                                                                                     |
| Maranhão            |                                                                 |         |                         |                         |                                                                                            |
|                     | Antônio Alexandre Bayma                                         | PST     | 1 de fevereiro de 1951  | 30 de junho de 1955     | Renunciou o mandato devido a um acordo com Assis Chateaubriand                             |
|                     | Sebastião Archer (Sebastião Archer da Silva)                    | PSD     | 1° de fevereiro de 1955 | 31 de janeiro de 1971   | [ 23 ]                                                                                     |
|                     | Vitorino Freire (Vitorino de Brito Freire)                      | PSD     | 31 de janeiro de 1947   | 31 de janeiro de 1971   | [ 24 ]                                                                                     |
| Mato Grosso         |                                                                 |         |                         |                         |                                                                                            |
|                     | Sílvio Curvo                                                    | UDN     | 1° de fevereiro de 1951 | 31 de janeiro de 1959   | [ 25 ]                                                                                     |
|                     | Filinto Müller (Filinto Strubing Müller)                        | PSD     | 31 de janeiro de 1947   | 11 de julho de 1973     | [ 26 ]                                                                                     |
|                     | João Vilas Boas                                                 | UDN     | 30 de janeiro de 1946   | 31 de janeiro de 1963   | [ 27 ]                                                                                     |
| Minas Gerais        |                                                                 |         |                         |                         |                                                                                            |
|                     | Artur Bernardes Filho (Artur da Silva Bernardes Filho)          | PR      | 15 de fevereiro de 1947 | 30 de janeiro de 1956   | Eleito Vice-Governador de Minas Gerais em 1955                                             |
|                     | Benedito Valadares (Benedito Valadares Ribeiro)                 | PSD     | 1° de fevereiro de 1955 | 31 de janeiro de 1971   | [ 29 ]                                                                                     |
|                     | Lúcio Bittencourt (Carlos Alberto Lúcio Bittencourt)            | PTB     | 1° de fevereiro de 1955 | 9 de setembro de 1959   | Faleceu no exercício do cargo em um acidente aéreo                                         |
| Pará                |                                                                 |         |                         |                         |                                                                                            |
|                     | João Prisco dos Santos                                          | UDN     | 1° de fevereiro de 1951 | 31 de janeiro de 1959   | [ 31 ]                                                                                     |
|                     | Joaquim Magalhães Barata (Joaquim de Magalhães Cardoso Barata)  | PSD     | 31 de janeiro de 1946   | 9 de junho de 1956      | Eleito Governador do Pará em 1955                                                          |
|                     | Álvaro Adolfo (Álvaro Adolfo da Silveira)                       | PSD     | 31 de janeiro de 1946   | 17 de janeiro de 1959   | Faleceu no exercício do cargo                                                              |
| Paraíba             |                                                                 |         |                         |                         |                                                                                            |
|                     | Rui Carneiro                                                    | PSD     | 1° de fevereiro de 1951 | 20 de julho de 1977     | Faleceu no exercício do cargo                                                              |
|                     | João Arruda (João Cavalcanti de Arruda)                         | PSP     | 1° de fevereiro de 1955 | 31 de janeiro de 1963   | [ 35 ]                                                                                     |
|                     | Argemiro de Figueiredo                                          | UDN     | 1° de fevereiro de 1955 | 31 de dezembro de 1962  | [ 36 ]                                                                                     |
| Paraná              |                                                                 |         |                         |                         |                                                                                            |
|                     | Othon Mader                                                     | UDN     | 1° de fevereiro de 1951 | 31 de janeiro de 1959   | [ 37 ]                                                                                     |
|                     | Moisés Lupion (Moysés Wille Lupion de Troia)                    | PSD     | 1° de fevereiro de 1955 | 30 de janeiro de 1956   | Eleito Governador do Paraná em 1955                                                        |
|                     | Alô Guimarães (Alô Ticoulat Guimarães)                          | PSD     | 1° de fevereiro de 1955 | 31 de janeiro de 1963   | [ 39 ]                                                                                     |
| Pernambuco          |                                                                 |         |                         |                         |                                                                                            |
|                     | Apolônio Sales (Apolônio Jorge de Faria Sales)                  | PSD     | 30 de janeiro de 1947   | 31 de janeiro de 1959   | [ 40 ]                                                                                     |
|                     | Jarbas Maranhão (Jarbas Cardoso de Albuquerque Maranhão)        | UDN     | 1° de fevereiro de 1955 | 31 de janeiro de 1963   |                                                                                            |
|                     | Antônio de Novais Filho (Antônio de Novaes Mello Avelins Filho) | PSD     | 21 de janeiro de 1946   | 31 de janeiro de 1963   |                                                                                            |
| Piauí               |                                                                 |         |                         |                         |                                                                                            |
|                     | Raimundo de Arêa Leão (Raimundo Melo de Arêa Leão)              | PSD     | 1 de fevereiro de 1951  | 1° de fevereiro de 1958 | Faleceu no exercício do cargo                                                              |
|                     | Matias Olímpio (Matias Olímpio de Melo)                         | UDN     | 31 de janeiro de 1946   | 31 de janeiro de 1963   |                                                                                            |
|                     | Leônidas Melo (Leônidas de Castro Melo)                         | PSD     | 1° de fevereiro de 1955 | 31 de janeiro de 1963   |                                                                                            |
| Rio de Janeiro      |                                                                 |         |                         |                         |                                                                                            |
|                     | Francisco de Sá Tinoco                                          | PSD     | 31 de janeiro de 1948   | 11 de setembro de 1957  |                                                                                            |
|                     | Tarcísio Miranda (Tarcísio d'Almeida Miranda)                   | PTB     | 1° de fevereiro de 1955 | 1° de setembro de 1958  | Faleceu no exercício do cargo                                                              |
|                     | Paulo Fernandes (Paulo da Silva Fernandes)                      | PSD     | 1° de fevereiro de 1955 | 31 de janeiro de 1963   |                                                                                            |
| Rio Grande do Norte |                                                                 |         |                         |                         |                                                                                            |
|                     | Kerginaldo Cavalcanti (Kerginaldo Cavalcanti de Albuquerque)    | PSP     | 16 de janeiro de 1947   | 31 de janeiro de 1959   | Primeiro suplente de João Câmara                                                           |
|                     | Dinarte Mariz (Dinarte de Medeiros Mariz)                       | UDN     | 1° de fevereiro de 1955 | 30 de janeiro de 1956   | Eleito Governador do Rio Grande do Norte em 1955                                           |
|                     | José Georgino Avelino (José Georgino Alves e Sousa Avelino)     | PSD     | 15 de março de 1947     | 31 de janeiro de 1959   |                                                                                            |
| Rio Grande do Sul   |                                                                 |         |                         |                         |                                                                                            |
|                     | Alberto Pasqualini                                              | PTB     | 1° de fevereiro de 1951 | 18 de junho de 1956     | Vítima de derrame cerebral em 1956 que levou a sua renúncia do cargo de senador            |
|                     | Daniel Krieger                                                  | UDN     | 1° de fevereiro de 1955 | 31 de janeiro de 1979   |                                                                                            |
|                     | Armando Câmara (Armando Pereira Correia da Câmara)              | PSD     | 1° de fevereiro de 1955 | 4 de abril de 1956      | Renunciou o mandato                                                                        |
| Santa Catarina      |                                                                 |         |                         |                         |                                                                                            |
|                     | Carlos Gomes de Oliveira                                        | PTB     | 1° de março de 1951     | 31 de janeiro de 1959   | Primeiro-Secretário do Senado, conduziu a posse de Juscelino Kubitschek                    |
|                     | Nereu Ramos (Nereu de Oliveira Ramos)                           | PSD     | 1° de fevereiro de 1955 | 16 de julho de 1958     | Presidente do Brasil no biênio (1955-1956) Faleceu no exercício do cargo                   |
|                     | Saulo Ramos (Saulo Saul Ramos)                                  | PTB     | 1° de fevereiro de 1955 | 31 de janeiro de 1961   |                                                                                            |
| São Paulo           |                                                                 |         |                         |                         |                                                                                            |
|                     | César Vergueiro (César Lacerda de Vergueiro)                    | PSP     | 15 de março de 1951     | 31 de janeiro de 1957   | Faleceu no exercício do cargo, assassinado por Plínio Gordo Vergueiro                      |
|                     | Auro de Moura Andrade (Auro Soares de Moura Andrade)            | PTN     | 1° de fevereiro de 1951 | 31 de janeiro de 1971   | [ 42 ]                                                                                     |
|                     | Euclides Vieira                                                 | PSP     | 17 de março de 1947     | 31 de janeiro de 1955   | Eleito para ocupar a vaga de Getúlio Vargas que optou por representar o Rio Grande do Sul. |
| Sergipe             |                                                                 |         |                         |                         |                                                                                            |
|                     | Júlio César Leite                                               | PR      | 1° de fevereiro de 1951 | 31 de janeiro de 1959   | [ 44 ]                                                                                     |
|                     | Augusto Maynard (Augusto Maynard Gomes)                         | PSD     | 1° de fevereiro de 1946 | 12 de agosto de 1957    | Faleceu no exercício do cargo                                                              |
|                     | Lourival Fontes                                                 | UDN     | 1° de fevereiro de 1955 | 31 de janeiro de 1963   | [ 46 ]                                                                                     |